# たんぽぽ娘
『たんぽぽ娘』（原題：The Dandelion Girl）は、アメリカの作家ロバート・F・ヤングのSF短編小説。『サタデー・イブニング・ポスト』誌の1961年4月1日号に掲載された。翌年、ジュディス・メリルの年刊SFアンソロジーである『The 7th Annual of the Year’s Best S-F』（邦訳版は『年刊SF傑作選2』創元推理文庫、1967年）に収録され、1965年にはヤングの最初の短編集である『The Worlds of Robert F. Young』に収録された。
物語は、1人で休暇を過ごすことになったマーク・ランドルフという中年男性が、未来からきたと言うたんぽぽ色の髪をした若い女性と出会うところから始まる。

## あらすじ
1961年9月、小さな法律事務所を経営している44歳のマーク・ランドルフは、2週間の休暇を1人で過ごすことになった。マークは20年前に彼の秘書を務めていたアンと結婚し、いつもは一緒に湖畔の山小屋で休暇を過ごすのだが、彼女が陪審員に選ばれたため旅行に行けなくなってしまったためである。
休暇3日目の午後、退屈しのぎに森の中をさまよい丘を登っていると、丘の上で20歳くらいの若い女性が景色を眺めているのを見つける。たんぽぽ色の髪の白い古風なドレスを着た彼女はジュリー・ダンヴァースと名乗り、父親が発明したタイムマシンを使って240年後の未来からやってきたという。彼女はこの時空座標が好きでよく来ると言い、「おとといは兎を見たわ、きのうは鹿、今日はあなた」と語る。そして病気の父親に見てきたことを話して聞かせているという。マークは想像力の豊かなジュリーとの会話を楽しみ、明日もまた来ますかと尋ねる。
翌日の午後、マークは今度は青いドレスを着た彼女と出会う。彼らは再び数時間話し、お互いについてもっと知るようになる。ジュリーは、彼女が非常に高く評価している彼女の父親について話し、タイムポリスが時間に戻るように設定した法律に違反しているにもかかわらず、ジュリーはまだ父親の個人的なタイムマシンを介して管理している。彼女はまた、ノビコフの自己一貫性の原則を、彼がそれを策定する20年前に述べている。マークとジュリーはまた会う約束をする。マークはすぐにジュリーに恋をするが、彼が現在結婚していることと、アンと結婚して以来、他の女性とつきあったことがないという事実のために、罪悪感を持つ。
翌日、マークは丘を登り、黄色いドレスを着たジュリーと再び会う。二人は丘の上でもっと話し、また会う約束をする。しかし、マークが翌日戻ってきたとき、ジュリーは見当たらなかった。彼女をしばらく待った後、マークは失望して丘を下りる。翌日も彼女を見つけることはできない。 3日目も会えず、4日目にほとんど希望がなくしているときに、黒いドレスを着た彼女が泣いているのを見つける。ジュリーは、父親が亡くなったことと、父親の個人的なタイムマシンが故障していることを彼に伝えるためにもう一度戻ってきたことを話す。彼女は、父親がいなければ修理はできず、機械が完全に故障する前にもう一度だけ時間を遡ることができると考えている。彼女はその日彼への愛を告白した後去り、マークは休暇が終わりまで毎日丘に戻るが、彼は再び彼女に会うことはない。
マークは休暇から家に帰り、ジュリーが自分に与えた影響をアンに隠そうとする一方で、自分が変わったことをアンに知られていると感じる。日曜日の午後、マークは田舎に車で行き、丘の頂上を訪れるが、ジュリーは来ない。11月中旬の雨の日、アンがビンゴをするために外出し、マークは一人で家にいる。退屈したマークは、屋根裏部屋に行ってジグソーパズルを探す。そこで、妻の古いスーツケースを誤って棚から落とし、錆びた錠前が開く。彼はその中に、ジュリーが着ていたのと同じ白いドレスを見つける。そして、彼の妻のアンが実際にはジュリー、またはおそらくジュリアンであることに気づく。彼女はマークが20代のときに戻って旅行し、アンという名前で彼の秘書に応募した。そのことに気づいたマークは、レインコートを着て外に出て、ビンゴの夜から帰るバスを降りるアンを迎える。雨に濡れた頬に手を伸ばすと、アンはすべてがうまくいったことを知り、過去20年間彼女が目にしていた恐怖は永遠に消える。マークとアンは雨の中で手をつないで家に帰る。

## 評価
『SFマガジン』（早川書房）で2006年に行われたオールタイムベストSFの海外短編部門で「たんぽぽ娘」が8位に選ばれている。

## 影響
「たんぽぽ娘」は、日本のアニメシリーズ『ラーゼフォン』の制作にあたって出渕裕に影響を与えた。
久美沙織は松任谷由実が作詞作曲した原田知世への提供曲「ダンデライオン〜遅咲きのたんぽぽ」は「たんぽぽ娘」から連想したのではないかと考察している。
竹宮恵子『私を月まで連れてって!』や梶尾真治『クロノス・ジョウンターの伝説』、三上延『ビブリア古書堂の事件手帖』においても「たんぽぽ娘」が言及されている。また作中のセリフが『クラナド』や『Portal 2』で引用されている。

## 日本語訳
伊藤典夫、井上一夫による翻訳がある。収録書籍は以下の通り。

### 伊藤典夫訳
- 『宇宙塵』1964年3月号[8]
- 『たんぽぽ娘 : 海外ロマンチックSF傑作選2』風見潤編、集英社〈集英社文庫・コバルトシリーズ〉、1980年[8]
- 『奇妙なはなし』文藝春秋編、文藝春秋〈文春文庫・アンソロジー人間の情景〉、1993年[8]
- 『S-Fマガジン』2000年2月号[8]
- 『たんぽぽ娘』伊藤典夫編、河出書房新社〈奇想コレクション〉、2013年、ISBN 978-4309622071
- 『たんぽぽ娘』復刊ドットコム、2013年、ISBN 978-4835449470
- 『たんぽぽ娘』伊藤典夫編、河出書房新社〈河出文庫〉、2015年、ISBN 978-4309464053

### 井上一夫訳
- 『年刊SF傑作選2』ジュディス・メリル編、創元推理文庫、1967年[8]
- 『栞子さんの本棚 : ビブリア古書堂セレクトブック』角川文庫、2013年、ISBN 978-4041008270[8]